# 李卓耀
李卓耀（英語：Lee Cheuk Yiu，1996年8月28日—），香港男子羽毛球運動員。

## 簡歷
李卓耀是家中獨子，早年就讀中華傳道會呂明才小學和英華書院。他的父親李廣賜是羽毛球俱樂部教練，他在4、5歲開始就受父親影響接觸羽毛球運動，曾代表英華書院奪得中銀全港學界羽毛球團體錦標賽冠軍及至13、14歲左右就入選香港羽毛球代表隊。
2013年8月，李卓耀代表香港參加在中國南京舉行的第二屆亞洲青年運動會羽毛球比賽，並打進男子單打項目決賽。最終，他以0比2（22-24、14-21）不敵東道主林貴埔，屈居亞軍。賽後，李卓耀表示因為之前比賽激烈，以致自己在最後體力不夠而落敗，但對這個成績還是很滿意的。
2017年8月，李卓耀出戰紐西蘭羽毛球黃金大獎賽，在男單決賽中以2比1（11-21、21-15、22-20）反勝大會頭號種子、中華台北選手王子維，贏得個人首個國際賽冠軍。
2019年11月13日，根據香港體育媒「Upower」報道，選手李卓耀在2-0擊敗泰國選手西蒂空後，做出「五一手勢」引發媒體關注，受訪時他談到這手勢含義說，“看得明便看吧，看不明白便不明白吧。”
2024年7月31日，羽毛球港隊男單代表李卓耀，出戰2024巴黎奧運第二場小組賽，力戰下0：2不敵中華台北周天成，一勝一負無緣出線淘汰賽。

## 主要比賽成績
只列出曾進入準決賽的國際賽事成績：
| 年份   | 賽事                     | 公開賽級別 | 項目     | 成績   |
| ------ | ------------------------ | ---------- | -------- | ------ |
| 2013年 | 亞洲青年運動會羽毛球比賽 | 其他       | 男子單打 | 銀牌   |
| 2014年 | 亞洲青年羽毛球錦標賽     | 其他       | 男子單打 | 季軍   |
| 2016年 | 新加坡羽毛球國際系列賽   | 國際系列賽 | 男子單打 | 亞軍   |
| 2016年 | 泰國羽毛球黃金大獎賽     | 黃金大獎賽 | 男子單打 | 準決賽 |
| 2017年 | 紐西蘭羽毛球黃金大獎賽   | 黃金大獎賽 | 男子單打 | 冠軍   |
| 2017年 | 哈爾科夫羽毛球國際賽     | 國際挑戰賽 | 男子單打 | 亞軍   |
| 2017年 | 比利時羽毛球國際賽       | 國際挑戰賽 | 男子單打 | 亞軍   |
| 2018年 | 澳洲羽毛球公開賽         | 超級300賽  | 男子單打 | 準決賽 |
| 2018年 | 新加坡羽毛球國際系列賽   | 國際系列賽 | 男子單打 | 亞軍   |
| 2018年 | 香港羽毛球公開賽         | 超級500賽  | 男子單打 | 準決賽 |
| 2018年 | 韓國羽毛球大師賽         | 超級300賽  | 男子單打 | 準決賽 |
| 2019年 | 亞洲羽毛球混合團體錦標賽 | 其他       | 混合團體 | 季軍   |
| 2019年 | 香港羽毛球公開賽         | 超級500賽  | 男子單打 | 冠軍   |
| 2020年 | 印度尼西亞羽毛球大師賽   | 超級500賽  | 男子單打 | 準決賽 |
| 2021年 | 丹麥羽毛球公開賽         | 超級1000賽 | 男子單打 | 準決賽 |
| 2022年 | 法國羽毛球公開賽         | 超級750賽  | 男子單打 | 準決賽 |
| 2023年 | 德國羽毛球公開賽         | 超級300賽  | 男子單打 | 準決賽 |
| 2023年 | 泰國羽毛球公開賽         | 超級500賽  | 男子單打 | 亞軍   |
| 2023年 | 丹麥羽毛球公開賽         | 超級750賽  | 男子單打 | 準決賽 |
| 2023年 | 海洛羽毛球公開賽         | 超級300賽  | 男子單打 | 亞軍   |
| 2024年 | 印度羽毛球公開賽         | 超級750賽  | 男子單打 | 亞軍   |
| 2024年 | 韓國羽毛球公開賽         | 超級500賽  | 男子單打 | 準決賽 |
| 2025年 | 印度羽毛球公開賽         | 超級750賽  | 男子單打 | 亞軍   |

| 2007-2017年 | 首要超級賽 | 超級賽 | 黃金大獎賽 | 大獎賽 | 國際挑戰賽 | 國際系列賽 | 未來系列賽 | 其他 |

| 2018-2026年 | 總決賽 | 超級1000賽 | 超級750賽 | 超級500賽 | 超級300賽 | 超級100賽 | 國際挑戰賽 | 國際系列賽 | 未來系列賽 | 其他 |

### 奧運會和世錦賽參賽紀錄
|          | 2019 | 2021 | 2022 | 2023 | 2024       |
| -------- | ---- | ---- | ---- | ---- | ---------- |
| 男子單打 | 32強 | 16強 | 16強 | 16強 | 小組第二名 |

## 外部連結
- 李卓耀在国际奥林匹克委员会的资料